# Actinophryida

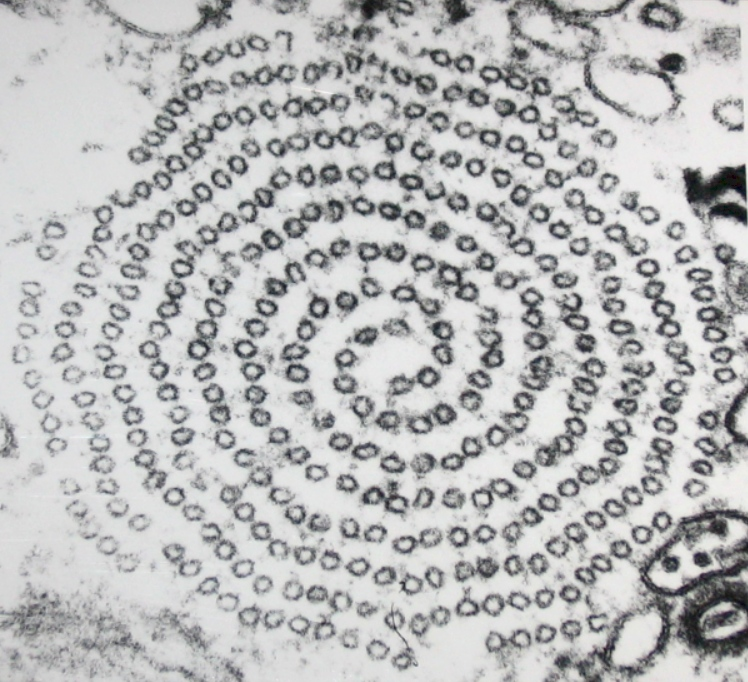
Secção transversal da estrutura em espiral dupla formada pelos microtúbulos de um axópode.

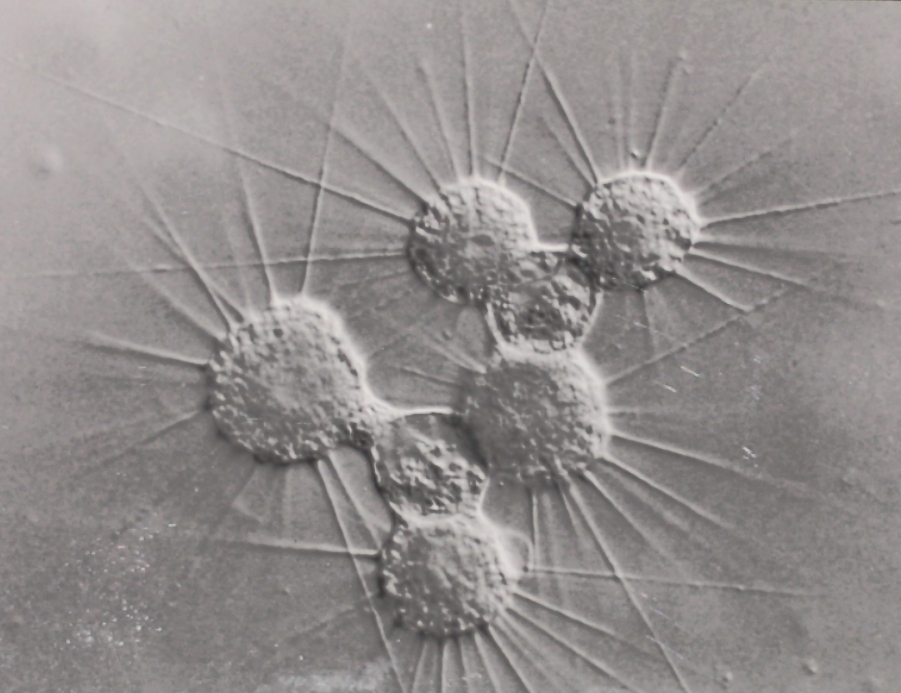
Espécimes de Actinophrys em processo de plasmotomia múltipla.

Actinophryida (originalmente: Actinophrydea Hartmann, 1913) é um agrupamento taxonómico de heliozoários fotossintéticos maioritariamente de água doce, embora com muitas espécies que ocorrem em águas marinhas, geralmente considerada ao nível taxonómico de ordem, que recentemente foi integrado na classe Raphidophyceae s.l. de organismos heterocontes do clado Ochrophyta. 

## Descrição
Os membros da ordem Actinophrydea são os heliozoários mais comuns em água doce, mas também podem ser encontrados em habitats marinhos e no solo. Os actinofrídeos são organismos unicelulares, com morfologia aproximadamente esférica, com múltiplos axópodes que irradiam para fora do corpo celular. Os axópodes são um tipo de pseudópodes que são suportado por centenas de microtúbulos dispostos numa estrutura interna em forma de agulha. Esses axópodes aderem às potenciais presas que passem ao seu alcance e auxiliam no movimento celular, para além de desempenharem um importante papel na divisão celular e fusão celular.
Osactinofrídeos são em grande parte protozoários aquáticos, com um corpo celular esférico que por estar rodeado por múltiplos axópodes se assemelha à forma de um sol, estrutura que serviu de inspiração para o nome comum de heliozoa, ou "animaláculos-sol" (do grego zoárion, "animaláculo" + helios, "sol"). Estes organismos variam em tamanho desde alguns micrómetros a mais de um milímetro de diâmetro.
O corpo celular é amplamente vacuolado, com o ectoplasma constituído quase inteiramente por essas estruturas. O endoplasma dos actinofrídeos é frequentemente mais escuro e denso que a camada externa e por vezes pode ser visto como uma descontinuidade nítida quando observado ao microscópio óptico.
Estes organismos podem ser mononucleados, com um único núcleo celular bem definido no centro do corpo celular, ou multinucleados, com 10 ou mais núcleos dispersos pelo citoplasma. O citoplasma dos actinofrídeos é geralmente granular, semelhante ao de amibas (do género Amoeba).
A presença de vacúolos contráteis nestes é comum nestes organismos, que os utilizam para manter a homeostase e controlar a flutuabilidade. Estes organelos são visíveis como protuberâncias claras na superfície do corpo celular que enchem lentamente e se esvaziam rapidamente, expelindo o conteúdo para o ambiente.

### Axopódios
A característica mais distintiva dos actinofrídeos é a abundância de axopódios, estruturas anatómicas que consistem numa haste rígida central, revestida por uma fina camada de ectoplasma, ligada a um axonemas enraizado no endoplasma, onde terminam, por vezes perto de um núcleo celular (nos casos de células multinucleadas). Os axonemas são conjuntos de microtúbulos compostos, dispostos num padrão em espiral dupla que é uma das características da ordem. Devido à sua estrutura longa e paralela, os feixes de microtúbulos apresentam forte birrefringência quando observados ao microscópio óptico.
Os axopódios são utilizados para captura de presas, permitir a motilidade e coadjuvar na fusão e divisão celulares. Podem ser flexíveis, especialmente quando o organismo enfrenta escassez de alimento, e são altamente dinâmicos, passando por frequentes fases de senescência e renovação. Quando usados para colectar presas, foram observados dois métodos de captura, denominados «fluxo axopodial» e «contracção axopodial rápida».
O «fluxo axopodial» envolve o movimento lento da presa ao longo da superfície do axopódio enquanto o próprio ectoplasma se move, enquanto a «contração axopodial rápida» envolve o rápido colapso da estrutura de microtúbulos do axonema. Este comportamento foi documentado em muitas espécies, incluindo Actinosphaerium nucleofilum, Actinophrys sol e Raphidiophrys contractilis. A contracção axopodial rápida ocorre em alta velocidade, geralmente superior a 5 mm/s, ou seja a dezenas de comprimentos corporais por segundo.
Foi demonstrado que as contracções axopodiais são fortemente sensíveis a factores ambientais, como temperatura e pressão, bem como a sinais químicos, como as concentrações de Ca2+ e de colchicina. Estes movimentos também podem ser desencadeados por estimulação mecânica ou eléctrica.

### Reprodução
A reprodução dos actinofrídeos geralmente ocorre por fissão, processo em que uma célula-mãe se divide em duas ou mais células-filhas. No caso dos heliozoários multinucleados, esse processo é plasmotómico, pois os núcleos não são duplicados antes da divisão. Observou-se que a reprodução parece ser uma resposta à escassez de alimento, com um número crescente de divisões após o início da escassez, ao mesmo tempo que se observa a formação de organismos maiores e menor frequência de divisões durante períodos de abundância alimentar.
Os actinofrídeos também apresentam autogamia durante períodos de escassez alimentar. Esse processo é melhor descrito como a ocorrência de um processo de reorganização genética do que como um normal processo de reprodução, pois o número de indivíduos no final do processo é o mesmo que o número inicial. No entanto, serve como forma de aumentar a diversidade genética dentro de cada indivíduo que passa pelo processo, o que tende a aumentar a probabilidade de expressão de características genéticas favoráveis.
A ocorrência de plastogamia também tem sido amplamente documentada entre os actinofrídeos, especialmente nos multinucleados. Observou-se que no género Actinosphaerium se combina livremente sem a fusão de núcleos, num processo que por vezes resulta em mais ou menos indivíduos do que aqueles que originalmente integram o processo. O fenómeno não é causado apenas pelo contacto entre dois indivíduos, mas pode ser iniciado por danos ao corpo celular de qualquer deles.

### Função e formação de cistos
Sob condições desfavoráveis, algumas espécies formam cistos, que geralmente, são o produto de um processo de autogamia, pelo que nesse caso os cistos produzidos são zigotos. As células que sofrem esse processo perdem os axopódios, aderem ao substrato e assumem uma aparência opaca e acinzentada.
Iniciado o processo, o cisto divide-se progressivamente até restarem apenas células uninucleadas. A parede celular do cisto é formada por 7-8 camadas espessas, entre as quais camadas gelatinosas, camadas de placas de sílica e camadas ricas em óxidos de ferro.

## Taxonomia e sistemática
Os actinofrídeos foram inicialmente colocados entre os Heliozoa (Sarcodina), grupo com os quais partilham múltiplas semelhanças morfológicas, aparentemente resultado de evolução convergente. A constatação de os Heliozoa eram um grupo polifilético levou à sua segregação, sendo que a sua posição no contexto mais geral na árvore da vida continua a ser debatida. Dependendo dos autores, podem pertencer ao agrupamento designado por Actinochrysophyceae (axodinos) ou à classe Raphidomonadea.
Existem vários géneros incluídos nesta classificação. Os membros do género Actinophrys são menores e têm um núcleo celular central único. A maioria possui um corpo celular de 40-50 μm de diâmetro, com axopódios com cerca de 100 μm de comprimento, embora essas dimensões variem significativamente entre géneros e espécies. Os membros do género Actinosphaerium apresentam células várias vezes maiores, de 200-1000 μm de diâmetro, com muitos núcleos e ocorrem exclusivamente em água doce. Um terceiro género, Camptonema, foi designado como um sinónimo taxonómico subjectivo júnior de Actinosphaerium por Mikrjukov & Patterson em 2001, mas Cavalier-Smith & Scoble (2013) preservam o género. O género Heliorapha foi adicionado a esta classificação por Cavalier & Smith (2013), sendo anteriormente parte do género Ciliophrys.
Com base na classificação proposta por Thomas Cavalier-Smith e Josephine Margaret Scoble, publicada em 2013, o grupo pode ser assim estruturado:
- Classe Raphidomonadea Silva 1980 emend. Cavalier-Smith 2013 [= Raphidophyceae Chadefaud 1950 emend. Silva 1980 s.l.]
  - Subclasse Raphopoda Cavalier-Smith 2013
    - Ordem Actinophryida Hartmann 1913 [ Actinophrydia Kühn 1926; Actinophrydea Hartmann 1913]
      - Família Actinosphaeriidae Cavalier-Smith 2013
        - Género Actinosphaerium Ritter von Stein 1857 [=Echinosphaerium Hovasse 1965]
        - Género Camptonema Schaudinn 1894

      - Família Helioraphidae Cavalier-Smith 2013
        - Género Heliorapha Cavalier-Smith 2013

      - Família Actinophryidae Dujardin 1841
        - Género Actinophrys Ehrenberg 1830 [= Trichoda Müller 1773 nomen oblitum; Peritricha Bory de St.Vincent 1824 nomen dubium non Stein 1859]

## Galeria

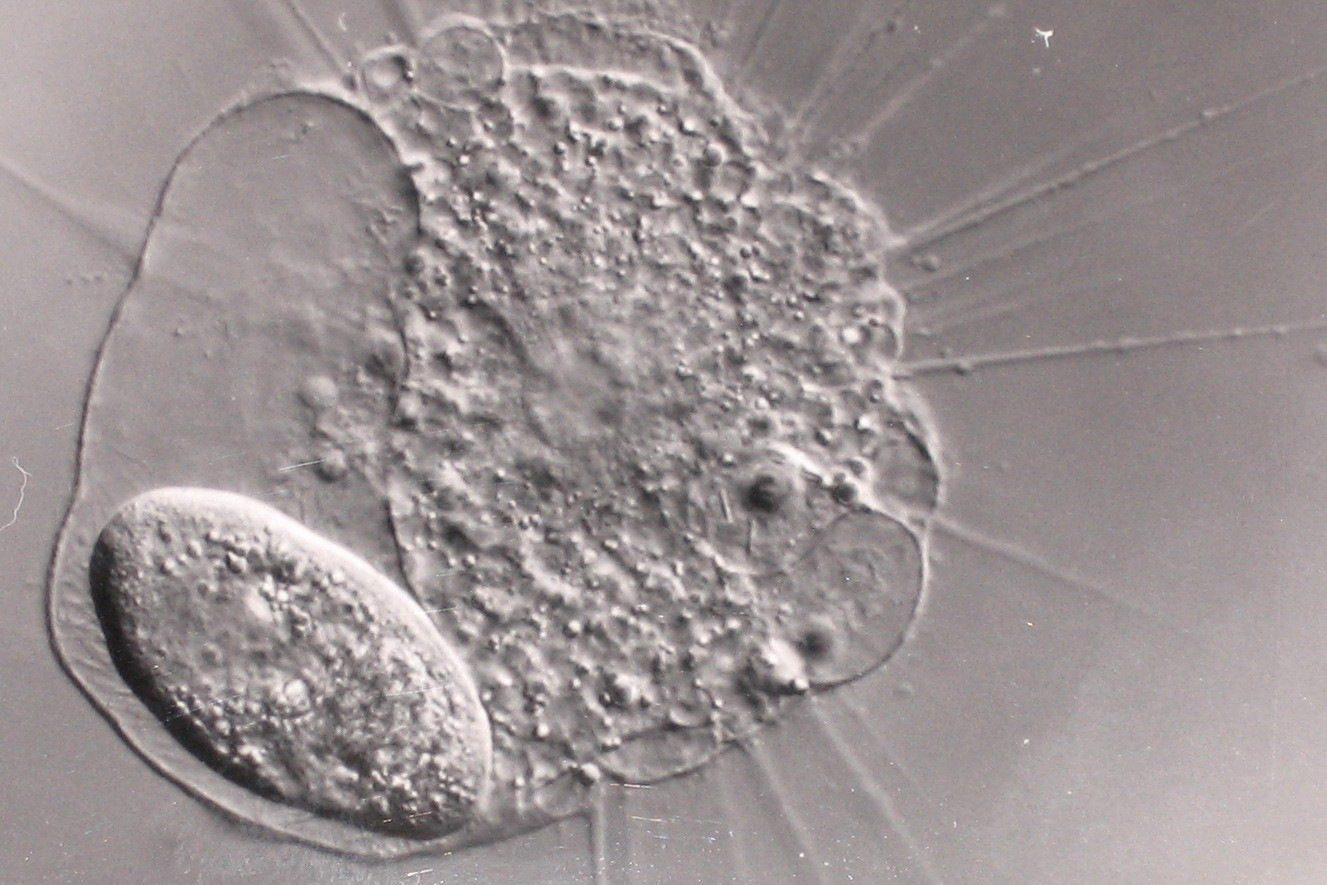
Actinophrys e Paramecium